# Mombasa (Spiel)
Mombasa ist ein Strategie- und Brettspiel des österreichischen Spieleautors Alexander Pfister, das 2015 bei Eggertspiele erschien und über Pegasus Spiele vertrieben wird. Thematisch handelt es sich um ein Handelsspiel, das in Afrika angesiedelt ist und die Rivalität von vier Handelskompanien behandelt. Die Spieler verdienen Geld unter anderem, indem sie Anteile an den Handelskompanien erstehen und so an deren Aktivitäten beteiligt werden. Das Spiel kombiniert verschiedene Spielmechanismen wie die Nutzung eines Decks (Deck Building) und die Platzierung von Aktionssteinen (Worker Placement).
Das Spiel wurde 2016 auf die Empfehlungsliste zum Kennerspiel des Jahres aufgenommen und gewann im gleichen Jahr den Deutschen Spielepreis. Beim International Gamers Award 2015 gewann das Spiel als bestes Mehrspieler-Strategiespiel, zudem wurde es mit dem portugiesischen Spielepreis Jogo do Ano ausgezeichnet und für mehrere weitere Preise nominiert.

## Spielweise
In dem Spiel Mombasa müssen die Spieler Anteile an vier historischen konkurrierenden Handelskompanien in Mombasa, Kapstadt, St. Louis und Kairo erwerben und damit Einfluss auf den Handel in Afrika gewinnen. Sie helfen dabei, Handelsposten der Kompanien aufzubauen und so den Einfluss der jeweiligen Parteien zu erhöhen. Gleichzeitig setzen sie ihre Karten zum Handel mit Bananen, Kaffee und Baumwolle ein und schürfen nach Diamanten. Dabei spielen die Spieler nicht jeweils eigene Handelskompanien, sondern erwerben Anteile an diesen Unternehmen und können damit ihren Gewinn erhöhen. Gewinner des Spiels ist der Spieler, der nach der Endabrechnung des Spiels das meiste Geld und damit die meisten Siegpunkte hat.
Das Spielmaterial besteht neben der Spieleanleitung aus:
- einem Spielplan mit einer Karte Afrikas,
- vier doppelseitige Kompanieleisten, die an den Spielplan angelegt werden,
- vier Spielerablagen in den vier Spielerfarben,
- 44 Aktionskarten,
- 36 Aktions-Startkarten, jeweils 9 in den vier Spielerfarben,
- vier 1er Ausbreitungskarten,
- vier Leistenkarten,
- 72 Buchplättchen,
- 10 Startplättchen,
- vier Bonusplättchen,
- 60 Münzen (40 zu 1 Pfund, 20 zu 5 Pfund)
- 60 Handelsposten, je 15 in den vier Farben der Handelskompanien,
- 16 Anteilsmarker, je 4 in den vier Spielerfarben,
- 20 Bonusmarker, je 5 in den vier Spielerfarben,
- vier Tintenfass-Marker,
- vier Diamanten-Marker,
- ein Startspieler-Marker,
- ein Wertungsblock,
- vier Übersichtskarten.

### Spielvorbereitung
Zu Beginn des Spiels wird der Spielplan in der Tischmitte platziert und entsprechend der Spielanleitung aufgebaut. Dabei werden die vier Kompanieleisten an die vier farbig gekennzeichneten Seiten des Spielbretts angelegt und die jeweils 15 Handelsposten auf die entsprechenden Felder gestellt. Die 44 Aktionskarten werden nach den Buchstaben A bis E sortiert, die entstehenden Kartenstapel werden einzeln gemischt und danach verdeckt als Aktionsstapel übereinander gelegt, wobei der A-Stapel ganz oben liegt. Die 12 Felder der Kartenauslage werden mit den obersten Karten des Aktionsstapels belegt. Die Felder 2 bis 7 der Rundenleiste werden mit Münzen abhängig von der Spielerzahl belegt, darunter wird die Bücherauslage offen mit jeweils vier zufälligen Buchplättchen mit der Bezeichnung A bis C belegt. Die restlichen Buchplättchen, die vier Bonusplättchen, Münzen und der Aktionsstapel werden neben den Spielplan bereit gelegt.
Jeder Spieler wählt eine Spielerfarbe und bekommt das entsprechende Spielertableau, einen Tintenfass- und einen Diamanten-Marker, seine Bonusmarker sowie das entsprechende Kartenset aus neun Start-Aktionskarten und eine Pfundmünze. Die jeweiligen Anteilsmarker werden auf das Startfeld der Kompanieleisten gelegt. Sobald der gesamte Spielplan und die Spielertableaus vorbereitet sind, wird ein Startspieler bestimmt und bekommt den Startspielermarker, danach werden die 1er Ausbreitungsmarker und die Startplättchen entsprechend der Spielerreihenfolge verteilt. Die Startplättchen kommen auf das Spielertableau, darauf wird das Tintenfass platziert und jeder Spieler bekommt die entsprechenden Startboni und legt die drei auf dem Plättchen angegebenen Karten aus seinem Kartensatz oberhalb des Tableaus aus.

### Spielablauf
Das Spiel verläuft über genau sieben Runden, wobei die jeweils aktuelle Runde über die Rundenzählerleiste und die dort ausliegenden Münzen angezeigt wird. Zu Beginn jeder Runde planen alle Spieler ihre jeweiligen Züge und wählen aus ihrer Kartenhand drei Karten aus, die in der Runde genutzt werden sollen. Diese Karten werden in die drei freien Slots unterhalb des Spielertableaus gelegt und zu Beginn der Aktionsphase aufgedeckt. Im Laufe des Spiels können durch den Fortschritt des Buchmachers in der Buchauslage (Tintenfass-Marker) und durch die Anzahl gewonnener Diamanten (Diamanten-Marker) zwei weitere Slots zur Nutzung freigelegt werden. Die Auslage erfolgt in einen beliebigen Slot und hat keine Auswirkungen auf die Aktionsreihenfolge, sie ist jedoch immer mit den jeweiligen Sammelreihen über den Tableaus verbunden, in die die Karten nach der Aktionsphase gelegt werden.
Beginnend mit dem Startspieler starten die Spieler ihre Aktionsphasen. Dabei können sie in beliebiger Reihenfolge eine der ihnen zur Verfügung stehenden Aktionen nutzen, die sich aus der Auslage der Karten an ihrem Tableau und ihren Bonusmarkern ergeben. Benutzte Karten werden nach der entsprechenden Aktion im entsprechenden Slot umgedreht.
Die Spieler können in der Aktionsphase die folgenden Aktionen durchführen:
| Aktion                    | Auswirkungen |
| ------------------------- | --- |
| Warenkarten nutzen        | Einige der Karten zeigen Wareneinheiten der jeweiligen Waren Kaffee, Baumwolle oder Bananen sowie eine Angabe der jeweiligen Kistenwerte dieser Einheiten. Der Spieler kann einzelne Karten oder mehrere Karten der gleichen Warenart nutzen, um anhand der Kistenwerte - eine Karte entsprechend dem angegebenen Kartenpreis aus der Aktionskartenauslage zu kaufen und auf sein Deck zu nehmen, oder - die Anteile an einer Handelskompanie zu erhöhen und den entsprechenden Anteilsmarker vorzurücken. Wenn bei einem Kauf ein überschüssiger Wert entsteht, darf dieser ebenfalls für eine Erhöhung der Anteile an einer beliebigen Handelskompanie genutzt werden. |
| Ausbreitungskarten nutzen | Karten mit Hutsymbolen können zur Ausbreitung beliebiger Handelskompanien genutzt werden. Zur Ausbreitung werden die entsprechenden Handelsposten auf der Afrikakarte eingesetzt, beginnend vom Standort der Handelskompanie und dann jeweils zu bereits bestehenden Handelsposten in benachbarten Feldern. Dabei werden für die Überschreitung einer einfachen Grenze ein Hut und für die Überschreitung einer doppelten Grenze zwei Hüte benötigt. Steht in der Zielregion bereits ein Handelsposten einer anderen Kompanie, wird ein weiterer Hut zur Verdrängung benötigt. Die Handelsposten werden aus dem jeweiligen Pool genommen, wobei drei Spalten jeweils von oben nach unten bis zum untersten Feld abgearbeitet werden. Die dabei aufgedeckten Münzen stellen den Multiplikator für die spätere Endauswertung dar. Verdrängte Handelsposten werden in die Spalten zurückgestellt, allerdings nur wenn nicht das unterste Feld bereits frei ist. Die Symbole in den Regionen, in die sich die Kompanien ausbreiten, geben jeweils eine oder mehrere Belohnungen an, die die Spieler bekommen: - Münzen: Der Spieler darf den entsprechenden Betrag aus der Bank nehmen. - Diamanten: Der Spieler darf den Diamanten-Marker entsprechend vorrücken. - Anteile: Der Spieler darf den Anteilsmarker der gerade ausgebreiteten Kompanie vorrücken. - Bücher: Der Spieler darf Bücher entsprechend dem angegebenen Wert sowie die damit verbundenen Münzen aus der Auslage nehmen und in seine Buchauslage legen. Für jeden Buchhalterpunkt darf er alternativ auch eine Münze nehmen. |
| Buchhalter nutzen         | Der Buchhalter wird auf dem eigenen Spielertableau genutzt, um auf der Bücherleiste vorzurücken. Das Tintenfass darf über alle Bücher vorwärts gezogen werden, für die der Spieler die entsprechenden Bedingungen in seiner aktuellen Aktionsauslage erfüllt. Bevor er spielt, darf er zudem entscheiden, ob er für die Kosten von 2 Pfund ein Buch umdreht und dafür dann keine Bedingungen erfüllen muss. Der Spieler erhält zum Ende der Aktion die Belohnung des letzten Buches, auf dem er sein Tintenfass abstellt, sowie die Buchhaltungspunkte auf der Buchhalterkarte, die er in neue Bücher aus der Ablage investieren oder sich in Münzen auszahlen lassen kann. |
| Diamantenhändler nutzen   | Der Diamantenhändler ist nicht im Startdeck vorhanden und muss gekauft oder über einen Bonusmarker aktiviert werden. Wird er genutzt, darf der Spieler seinen Diamantenmarker entsprechend der Angabe vorziehen und bekommt einen Geldbonus. Einige Diamantenmarker aktivieren zudem die Minen einzelner Handelskompanien, dabei darf ein Spieler für jeweils 2 Minen der jeweiligen Kompanie einen weiteren Diamanten vorrücken. |
| Bonusmarker aktivieren    | Jeder Spieler darf alle ihm zur Verfügung stehenden Bonusmarker einsetzen und damit jeweils eine Aktion auf dem Spielplan (Bonusfeld) aktivieren. Dabei gibt es verschiedene Möglichkeiten: - Mehrheiten-Bonus: Für die drei Handelswaren und die Hüte gibt es jeweils ein Bonusfeld, bei dem der Spieler jeweils einen Mehrheiten-Bonus entsprechend seiner ausliegenden Karten dieses Typs bekommen kann. Dieses Feld darf er nur nutzen, wenn er zu diesem Zeitpunkt tatsächlich die Mehrheit dieser Ware ausliegen hat. - Startspieler: Dieses Bonusfeld kann ein Spieler nutzen, wenn er in der nächsten Runde Startspieler sein möchte. Wird dieses Feld nicht besetzt, ändert sich die Spielerreihenfolge in der nächsten Runde nicht. - Kartenkauf: Dieses Bonusfeld kann ein Spieler nutzen, wenn er eine Aktionskarte in der Auslage nicht mit einem Kistenwert, sondern mit Pfundmünzen bezahlen will. Er muss dafür ein zusätzliches Pfund an die Bank zahlen. - Münzbonus: Dieses Bonusfeld kann ein Spieler nutzen, um eine Karte aus seiner Hand zu entsorgen und sich dafür den Kistenwert in Pfund auszahlen zu lassen. - Bonusplättchen: Mit Hilfe dieser Bonusfelder kann ein Spieler Bonusplättchen (eine zusätzliche Kiste, einen Diamantenhändler, einen Buchhalter, 2 zusätzliche Ausbreitungspunkte) erhalten. Die Bonusplättchen können erst in der Folgerunde wie Aktionskarten eingesetzt werden. |

Wenn alle Spieler alle Aktionen, die sie spielen wollen, durchgeführt haben, ist die Aktionsphase beendet. Jeder Spieler nimmt eine der oberhalb des Tableaus ausliegenden Sammelreihen auf die Hand, danach werden die unterhalb liegenden verdeckten Karten nach oben offen in die jeweiligen Reihen gelegt. Zur Vorbereitung der jeweils neuen Runde werden zuerst die Münzen der Rundenzählleiste auf die darunter liegenden Bücherleisten verteilt. Danach wird die vorderste Reihe der Aktionskartenauslage geleert und mit den nachfolgenden Reihen aufgefüllt, die entstehenden Lücken werden mit neuen Karten bestückt. Zuletzt bekommen alle Spieler ihre Bonusmarker zurück.

### Spielende und Wertung
Das Spiel endet, nachdem alle Spieler ihre Aktionsphase der siebten Runde abgeschlossen haben. Danach findet die Schlusswertung statt, bei der alle Spieler ihre Siegpunkte bekommen und auf dem Wertungsblock notieren:
- Für jeweils 1 Pfund gibt es einen Punkt.
- Die Siegpunkte für die einzelnen Handelskompanien ergeben sich als Multiplikation aus dem Wert der jeweiligen Aktien (offene Münzsymbole in der jeweiligen Basis) mit den Anteilen, die sich aus der Anteilsleiste und eventuell vorhandenen zusätzlichen Anteilen auf Aktionskarten ergeben.
- Für die Diamanten bekommen die Spieler die Anzahl Punkte, die der Marker auf der Diamantenleiste zuletzt überschritten hat.
- Für die Bücher bekommen die Spieler die Anzahl Punkte, die der Buchhaltermarker auf seiner Leiste zuletzt überschritten hat.

Der Spieler mit den meisten Siegpunkten gewinnt das Spiel. Bei einem Gleichstand mehrerer Spieler gibt es mehrere Gewinner.

## Ausgaben und Rezeption
Mombasa wurde von dem österreichischen Spieleautor Alexander Pfister unter dem Namen Afrika 1830 entwickelt und gewann 2011 den Autorenwettbewerb des Hippodice Spieleclubs. Es erschien 2015 bei Eggertspiele im Vertrieb von Pegasus Spiele als deutsch/englische und nur als englische Version. Die Illustrationen und die Cover-Gestaltung übernahmen dabei Klemens Franz und Andreas Resch. Neben der normalen Version erschien bei Eggertspiele zudem eine Sonderausgabe in einer Holzbox. Weitere Ausgaben erschienen 2015 auf Italienisch und 2016 auf Spanisch, Portugiesisch, Polnisch, Japanisch, Ungarisch, Niederländisch, Französisch, Tschechisch und Chinesisch.
Das Spiel wurde 2016 auf die Empfehlungsliste zum Kennerspiel des Jahres aufgenommen und gewann im gleichen Jahr den Deutschen Spielepreis. Die Jury des Kennerspiel des Jahres beschrieb das Spiel wie folgt:

„Die Spieler treten an, um in Afrika zu Zeiten des Kolonialismus Gewinne zu erwirtschaften. Sie investieren in vier Handelskompanien und nehmen Einfluss, sodass sich diese Gesellschaften auf dem Kontinent ausbreiten. Das lässt den Wert der eigenen Anteile an den Kompanien wachsen. Dazu handeln die Spieler in diesem anspruchsvollen Strategiespiel mit Waren wie Bananen, Kaffee oder Baumwolle, arbeiten mit Diamantenhändlern zusammen und sorgen sogar dafür, dass die Buchhaltung stimmt. Wichtig ist dabei, zur rechten Zeit die richtigen Aktionskarten (wieder) parat zu haben. Das erfordert eine gute Planung. Die Verzahnung verschiedener Mechanismen erweist sich bei „Mombasa“ als elegant, die Vielzahl taktischer Möglichkeiten sorgt für Spannung bis zur finalen Abrechnung.“

Beim International Gamers Award 2016 gewann das Spiel als bestes Mehrspieler-Strategiespiel, zudem wurde es mit dem portugiesischen Spielepreis Jogo do Ano ausgezeichnet. Beim Österreichischen Spielepreis „Spiel der Spiele“ bekam es die Auszeichnung „Spiele Hit simply the best für Experten“, und es wurde für mehrere weitere Preise nominiert.
Das Spiel wurde allerdings vor allem aufgrund seiner Thematik und Verortung in die Zeit des Kolonialismus in Afrika auch kritisch kommentiert und diskutiert. Dabei wurden Themen wie die wirtschaftliche Ausbeutung Afrikas, der fehlende kritische Umgang mit Rassismus sowie die für die Spielmechanik nicht notwendige Einbettung in diesen historischen Kontext kritisiert. Tom Felber, damaliger Vorsitzender der Jury Spiel des Jahres,  schrieb in der Neue Zürcher Zeitung etwa dazu, das Spiel werfe „einen Blick auf die Kolonialzeit aus trockener Buchhalter-Perspektive“ und stellt die provokante Frage: „Wer beutet den Kontinent am Effizientesten [sic] aus?“ Sowohl der Spieleautor wie auch der Verlag antworten auf diese Kritiken, dass es sich bei Mombasa „NICHT um eine historische Simulation, sondern um ein fiktionales Spiel mit fiktionalen Handelskompanien [handelt]. Das einzige was nicht fiktional ist, ist der Ort des Geschehens: Afrika. Wir haben tatsächlich mal mit dem Verlag überlegt das Spiel woanders anzusiedeln, aber es wäre doch schade, wenn man kein fiktionales Wirtschaftsspiel in Afrika machen kann, weil jeder gleich an Kolonialzeit denkt. Afrika ist ein schöner und wirtschaftlich durchaus auch aufstrebender Kontinent - natürlich gibt es große regionale Unterschiede.“
Im Jahr 2022 erschien unter dem Titel Skymines eine inhaltlich überarbeitete Version des Spiels, das als Science-Fiction-Spiel ausgelegt ist und den Abbau von Rohstoffen auf dem Mond thematisiert.

## Belege
1. 1 2 3 4 5 6 7 8 9 10  Offizielle Spielregeln für Mombasa; abgerufen am 9. September 2021.
2. ↑  Gewinner des Autorenwettbewerbs auf der Website zum Autorenwettbewerb des Hippodice-Spieleclub e. V.
3. 1 2  Versionen von Mombasa in der Datenbank BoardGameGeek; abgerufen am 6. Januar 2018.
4. 1 2 3  Mombasa auf der Website des Spiel des Jahres e.V.; abgerufen am 6. Januar 2018.
5. ↑  Tom Felber | Spiel des Jahres e. V. In: spiel-des-jahres.com. Archiviert vom Original am 15. August 2018; abgerufen am 8. September 2021.
6. ↑  Tom Felber: Der Kolonialist in uns. In: Neue Zürcher Zeitung, 19. Februar 2016; abgerufen am 6. Januar 2018.
7. ↑  Spiele von Alexander Pfister: Mombasa - Ein fiktionales Spiel. In: alexanderpfister.blogspot.de. 30. Juli 2015, archiviert vom Original am 6. Januar 2018; abgerufen am 8. September 2021.
8. ↑  Skymines in der Spieledatenbank BoardGameGeek (englisch); abgerufen am 1. November 2023.